# أيون باربو
أيون باربو (بالرومانية: Dan Barbilian)‏ (18 مارس 1895-11 أغسطس 1961) هو شاعر ورياضياتي روماني.